# Ragnar von Holten
Pour les articles homonymes, voir Holten (homonymie).
Ragnar von Holten, né le 12 mars 1934 à Gleiwitz (Allemagne), et mort de 26 septembre 2009 à Stockholm (Suède), est un peintre, graveur, illustrateur et conservateur de musée suédois.

## Biographie
Von Holten arrive en Suède en 1937 avec sa famille qui a fui l'Allemagne nazie. Après l'obtention de son diplôme, il étudie l'histoire de l'art. Son voyage à Paris en 1953 le conduit à s'intéresser au peintre Gustave Moreau. Il voyage pendant des années entre Stockholm et Paris, et dvient un lien entre les surréalistes français et suédois. Il est  membre du groupe surréaliste autour d'André Breton. Il rencontre à Stockholm des artistes comme Eric Grate, Endre Nemes, Gösta Kriland, Öyvind Fahlström et Thea Ekström.
En 1965, il soutient sa thèse sur Gustave Moreau, et il publie en 1969 son essai le plus célèbre : Surrealism in Swedish art. La même année, il devient professeur associé en histoire de l'art à Stockholm. De 1985 à 1988, il est directeur de l'Institut suédois à Paris. 
En tant qu'artiste, il a fait ses débuts à Gothenburg et Lund. Le surréalisme fut son thème à la fois dans sa pratique artistique et dans ses travaux scientifiques. 
En 2008, il a droit à une rétrospective majeure au musée de Malmö,.